# Podsavezna nogometna liga NP Vinkovci 1964./65.
Prvenstvo se igralo dvokružno. Prvak podsavezne lige igra kvalifikacije za Slavonsku nogometnu zonu, dok posljednje dvije ekipe ispadaju u niži rang (Grupno prvenstvo nogometnog podsaveza Vinkovci).

## Tablica
| Mj. | Klub                        | Sus. | Pobj. | Ner. | Por. | GR.   | Bod. |
| --- | --------------------------- | ---- | ----- | ---- | ---- | ----- | ---- |
| 1.  | NK Bedem Ivankovo           | 22   | 14    | 5    | 3    | 80:31 | 33   |
| 2.  | NK Spačva Vinkovci          | 22   | 11    | 7    | 4    | 81:33 | 29   |
| 3.  | NK Borac Drenovci           | 22   | 12    | 4    | 6    | 36:33 | 28   |
| 4.  | NK Nosteria Nuštar          | 22   | 9     | 3    | 10   | 55:53 | 21   |
| 5.  | NK Šokadija Stari Mikanovci | 22   | 10    | 1    | 11   | 40:51 | 21   |
| 6.  | NK Radnički Županja         | 22   | 8     | 4    | 10   | 42:32 | 20   |
| 7.  | NK Sloga Stari Jankovci     | 22   | 9     | 2    | 11   | 65:70 | 20   |
| 8.  | NK Borinci Jarmina          | 22   | 9     | 2    | 11   | 53:65 | 20   |
| 9.  | NK Jadran Gunja             | 22   | 9     | 2    | 11   | 48:63 | 20   |
| 10. | NK Partizan Rokovci         | 22   | 7     | 5    | 10   | 40:46 | 19   |
| 11. | NK Lovor Nijemci            | 22   | 7     | 5    | 10   | 38:56 | 19   |
| 12. | NK Krajišnik Vrbanja        | 22   | 6     | 2    | 14   | 44:81 | 14   |

## Kvalifikacije za Slavonsku nogometnu zonu
U kvalifikacijama za Slavonsku nogometnu zonu, prvak Vinkovačkog nogometnog podsaveza, NK Bedem Ivankovo žrijebom je uvršten u grupu s NK Grafičar Osijek i NK Mladost Cernik.

### Rezultati kvalifikacija
20. lipnja 1965.: NK Bedem Ivankovo - NK Grafičar Osijek 3:1
NK Grafičar Osijek - NK Mladost Cernik 2:2
4. srpnja 1965.: NK Mladost Cernik - NK Bedem Ivankovo 1:0
NK Mladost Cernik - NK Grafičar Osijek 2:3
25. srpnja 1965.: NK Bedem Ivankovo - NK Mladost Cernik 4:1
1. kolovoza 1965. ↓Napomena: NK Grafičar Osijek - NK Bedem Ivankovo 2:1
↑Napomena Natjecateljska komisija Slavonske nogometne zone je donijela odluku da se utakmica između NK Grafičar Osijek i NK Bedem Ivankovo, koja je inicijalno prekinuta u 78. minuti pri rezultatu 2:1, ponovno odigra bez prisustva publike, kada je ponovljen isti rezultat.
| Mj. | Klub               | Sus. | Pobj. | Ner. | Por. | GR. | Bod. |
| --- | ------------------ | ---- | ----- | ---- | ---- | --- | ---- |
| 1.  | NK Grafičar Osijek | 4    | 2     | 1    | 1    | 8:8 | 5    |
| 2.  | NK Bedem Ivankovo  | 4    | 2     | 0    | 2    | 8:5 | 4    |
| 3.  | NK Mladost Cernik  | 4    | 1     | 1    | 2    | 6:9 | 3    |

U Slavonsku nogometnu zonu se plasirao pobjednik kvalifikacija NK Grafičar Osijek.

### Dopunske kvalifikacije
Zbog povećanja Slavonske nogometne zone s 14 na 16 klubova, odigrane su dodatne kvalifikacije za popunu ovog natjecanja, gdje su sudjelovali klubovi koji nisu uspjeli izboriti plasman kroz kvalifikacije i klubovi koji su trebali ispasti iz Slavonske zone (RNK Sloga Vukovar, NK Omladinac Petrijevci, NK Slavonija Slavonska Požega, FD Krndija Našice i NK Bedem Ivankovo).
15. kolovoza 1965.: NK Bedem Ivankovo - RNK Sloga Vukovar 3:3
22. kolovoza 1965.: RNK Sloga Vukovar - NK Bedem Ivankovo 2:4
U Slavonsku nogometnu zonu se kvalificirao NK Bedem Ivankovo.